# Papir 114
El Papir 114 (en la numeració Gregory-Aland), designat per {\displaystyle {\mathfrak {P}}} 114, és una còpia del Nou Testament en grec. Es tracta d'un manuscrit en papir de la Carta als Hebreus, que conté els versos 1:7-12 en un estat fragmentari. El manuscrit ha estat assignat paleogràficament per l'INTF al segle iii. El papiròleg Philip Comfort data el manuscrit entre mitjans i finals del segle iii. El manuscrit es troba ara a les sales de papirologia (P. Oxy. 4498) de la Biblioteca Sackler d'Oxford.

## Descripció
El manuscrit original hauria estat d'uns 15 cm x 25 cm, amb 27 línies per pàgina. No hi ha cap escrit existent al costat oposat, de manera que estava en blanc o contenia el títol. El text grec d'aquest còdex és massa petit per determinar el seu caràcter textual. El guió d'escriptura a mà és representatiu de l'estil del documental reformat.

## Textual Variants[4]
1:9
[ο ΘΣ] σου ο ΘΣ: {\displaystyle {\mathfrak {P}}}114
ο ΘΣ ο ΘΣ σου: {\displaystyle {\mathfrak {P}}}46, א, A, B, et al.
1:12
incl. ως ιματιον: {\displaystyle {\mathfrak {P}}}114, {\displaystyle {\mathfrak {P}}}46, א, A, B, 1739, vgmss.
omit. ως ιματιον: D1, Ψ, 0243, 0278., 33, 1881, Codex Mosquensis I, Codex Angelicus, Codex Porphyrianus {\displaystyle {\mathfrak {M}}} lat sy sams bo; Ath.